# 귀신고기속
귀신고기속(Anoplogaster)은 금눈돔목에 속하는 조기어류 속의 하나이다. 귀신고기과(Anoplogastridae)의 유일속이다. 학명은 "뿔이 없다"는 의미의 그리스어 "아노플로"(anoplo)와 "위"(stomach)를 의미하는 "가스테르"(gaster)의 합성어에서 유래했다. 전 대양의 열대부터 온대해역의 심해에서 서식한다. 심해이빨흑고기(Anoplogaster cornuta)를 포함한 2종으로 이루어져 있다.

## 하위 종
귀신고기속에 속하는 종은 다음과 같다.
- Anoplogaster brachycera Kotlyar, 1986
- 심해이빨흑고기 (Anoplogaster cornuta) (Valenciennes, 1833)